# Vattentrampare
Vattentrampare (Haliplidae) är en familj i insektsordningen skalbaggar. Familjen innehåller omkring 200 beskrivna arter världen över. 

## Kännetecken
Vattentrampare är små skalbaggar, längden hos de olika arterna varierar från 1,5 till 5 millimeter. Kroppsformen är sett från ovan typiskt oval, huvudet är litet med utstående fasettögon och benen är försedda med hår som en anpassning för simning. Många har en gulbrunaktig eller ljust brunaktig grundfärg, ofta med mörkare fläckar på täckvingarna.

## Levnadssätt
Vattentrampare är vattenlevande skalbaggar och tillhör underordningen rovskalbaggar, precis som dykare och virvelbaggar. Vattentramparna är dock inte lika aktiva och skickliga simmare som dykarna och virvelbaggarna, utan kryper oftare fram än de simmar och håller sig i vattenvegetationen. Som larver livnär de sig på alger, men som fullbildade skalbaggar är de allätare och livnär sig exempelvis även på insektsägg och olika slags små vattenlevande organismer.